# スタディオン・メテオ
スタディオン・メテオ (ウクライナ語Стадіон Метеорスタヂオーン・メテオール；英語:Stadion Meteor)は、ウクライナ・ドニプロペトロウシク州ドニプロにある多目的スタジアム。

## 概要
現在は、ウクライナ・プレミアリーグに所属するFCドニプロのホームスタジアムとなっている。もう一つ、ドニプロ・アリーナもまたFCドニプロのホームスタジアムとなる。